# Exklav

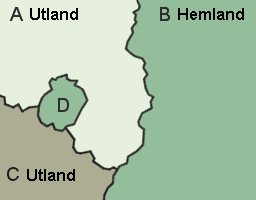
D är en exklav till sitt hemland B, men ingen enklav då den gränsar till två olika länder

Exklav är en del av en stats territorium som saknar landförbindelse med resten av staten. Termen kan också beteckna anknytning till andra administrativa områden än stater.
Öar räknas ej som exklaver. Det finns ett nära samband mellan enklav och exklav, men ett territorium kan vara det ena utan att vara det andra. Kaliningrad är en exklav men ej en enklav, San Marino är en enklav men ej en exklav, och Västberlin var i praktiken, dock ej de jure, både enklav i Östtyskland och exklav till Västtyskland.

## Exklaver
- Alaska (USA) omgivet av Kanada
- Point Roberts (delstaten Washington i USA) omgivet av Kanada.
- Northwest Angle (delstaten Minnesota i USA) omgivet av Kanada.
- Cabinda (Angola), omgivet av Kongo-Kinshasa och Republiken Kongo
- Ceuta och Melilla (Spanien), omgivna av Marocko
- Kaliningrad (Ryssland), omgivet av Litauen och Polen
- Büsingen (Tyskland), omgivet av Schweiz
- Den schweiziska kommunen Engelberg, som är en exklav till kantonen Obwalden. Engelberg omges av kantonerna Bern, Nidwalden och Uri.
- Campione d'Italia (Italien), omgivet av Schweiz
- Jungholz (Österrike), omgivet av Tyskland
- Baarle-Hertog (Belgien), omgivet av Nederländerna
- Llívia (Spanien), omgivet av Frankrike
- Vennbahn-exklaverna (Tyskland), omgivna av Belgien
- Nachitjevan (Azerbajdzjan), omgivet av Armenien, Turkiet och Iran
- Mbini (Ekvatorialguinea), omgivet av Gabon och Kamerun
- Musandam (Oman), omgivet av Förenade arabemiraten
- Oe-Cusse Ambeno (Östtimor), omgivet av Indonesien
- I gränsområdet mellan Uzbekistan, Kirgizistan och Tadzjikistan finns flera små exklaver där de tre länderas territorier går in i varann
- Brezovica Žumberačka (Kroatien), omgivet av Slovenien.

## Historiska exklaver
- Västberlin, tillhörde formellt de allierade västmakterna, men var i praktiken en del av Västtyskland som omgavs av Östtyskland
- Västberlinsexklaverna (t.ex. Steinstücken, Wüste Mark, Böttcherberg-exklaverna, Fichtewiesen och Erlengrund), tillhörde formellt någon av de allierade västmakterna, i praktiken Västtyskland, men omgavs av Östtyskland
- Östberlinsexklaverna, tillhörde Östtyskland men omgavs av Västberlin
- Ostpreussen
- Verenahof, tillhörde Västtyskland men omgavs av Schweiz

## Exklaver som även är enklaver
- Baarle-Hertog (Belgien), omgiven av Nederländerna
- Büsingen (Tyskland), omgivet av Schweiz
- Campione d'Italia (Italien), omgivet av Schweiz
- Llívia (Spanien), omgiven av Frankrike
- Vennbahn-exklaverna (Tyskland), omgivna av Belgien